# Гуля (село)
Гу́ля (рос. Гуля) — село у складі Тунгіро-Ольокминського району Забайкальського краю, Росія. Знаходиться в межах міжселенної території.

## Населення
Населення — 35 осіб (2010; 41 у 2002).
Національний склад (станом на 2002 рік):
- евенки — 54 %
- росіяни — 41 %